# Per sempre Alfredo 2024
La Per sempre Alfredo 2024, quarta edizione della corsa, valida come evento dell'UCI Europe Tour 2024 categoria 1.1 e come campionato nazionale di ciclismo su strada, si svolse il 23 giugno 2024 su un percorso di 228 km, con partenza da Firenze ed arrivo a Sesto Fiorentino. La vittoria fu appannaggio dell'italiano Alberto Bettiol, il quale completò il percorso in 5h03'06", alla media di 45,134 km/h, precedendo i connazionali Lorenzo Rota ed Edoardo Zambanini.
Sul traguardo di Sesto Fiorentino 17 ciclisti, dei 140 partiti da Firenze, portarono a termine la competizione.

## Squadre e corridori partecipanti
| N.         | Cod. | Squadra                         |
| ---------- | ---- | ------------------------------- |
| 1-5        | AST  | Astana Qazaqstan Team           |
| 8-10       | TBV  | Bahrain Victorious              |
| 11         | ADC  | Alpecin-Deceuninck              |
| 13-15      | IGD  | Ineos Grenadiers                |
| 16         | BOH  | Bora-Hansgrohe                  |
| 17         | COF  | Cofidis                         |
| 18         | DAT  | Decathlon AG2R La Mondiale Team |
| 19         | EFE  | EF Education-EasyPost           |
| 21         | GFC  | Groupama-FDJ                    |
| 22-24      | ARK  | Arkéa-B&B Hotels                |
| 25-28      | IWA  | Intermarché-Wanty               |
| 29-34; 156 | LTK  | Lidl-Trek                       |
| 35-38      | MOV  | Movistar Team                   |
| 39-41      | UAD  | UAE Team Emirates               |
| 42-43      | AZT  | UM Tools Caffè Mokambo          |
| 44         | SOQ  | Soudal Quick-Step               |
| 45-47      | JAY  | Team Jayco AlUla                |
| 48         | TVL  | Team Visma-Lease a Bike         |
| 49-62      | COR  | Corratec Vini Fantini           |
| 63-69      | Q36  | Q36.5 Pro Cycling Team          |
| 70-72      | BWB  | Bingoal WB                      |
| 73         | IPT  | Israel-Premier Tech             |
| 74-75      | TNN  | Team Novo Nordisk               |
| 76-83      | PTK  | Team Polti Kometa               |

| N.      | Cod. | Squadra                              |
| ------- | ---- | ------------------------------------ |
| 84-85   | TUD  | Tudor Pro Cycling Team               |
| 86-107  | VBF  | VF Group-Bardiani CSF-Faizanè        |
| 108-111 | BTC  | Beltrami TSA Tre Colli               |
| 114-115 | GEF  | General Store-Essegibi-F.lli Curia   |
| 116-118 | ---  | Hopplà-Petroli Firenze-Don Camillo   |
| 120-124 | MGK  | MG.K Vis Colors for Peace VPM        |
| 126-128 | TER  | Team Technipes #inEmiliaRomagna      |
| 129-132 | IWD  | Work Service-Vitalcare-Dynatek       |
| 133-136 | ZEF  | Zalf Euromobil Fior                  |
| 137-138 | VSO  | Vini Monzon-Savini Due-OMZ           |
| 139     | BIE  | Biesse-Carrera                       |
| 140     | GLC  | Global 6 United                      |
| 141     | JCL  | JCL Team Ukyo                        |
| 142     | MBH  | Team MBH Bank Colpack Ballan         |
| 143     | RID  | Rime Drali                           |
| 144     | VBG  | Team Vorarlberg                      |
| 145-147 | ---  | U.C. Trevigiani Energiapura Marchiol |
| 148     | ---  | Ciclistica Rostese                   |
| 149     | ---  | G.S. Maltinti Lampadari              |
| 150     | ---  | Onec Team                            |
| 151     | ---  | Overall Tre Colli Cycling Team       |
| 152     | ---  | Rolling Bike Racing Team             |
| 153-154 | ---  | Solme-Olmo                           |
| 155     | ---  | Team Cannondale ISB                  |

## Ordine d'arrivo (Top 10)
| Pos. | Corridore         | Squadra     | Tempo    |
| ---- | ----------------- | ----------- | -------- |
| 1    | Alberto Bettiol   | EF          | 5h03'06" |
| 2    | Lorenzo Rota      | Intermarché | a 17"    |
| 3    | Edoardo Zambanini | Bahrain     | s.t.     |
| 4    | Filippo Ganna     | Ineos       | a 20"    |
| 5    | Davide Formolo    | Movistar    | a 26"    |
| 6    | Giovanni Aleotti  | Bora        | s.t.     |
| 7    | Giulio Ciccone    | Lidl        | s.t.     |
| 8    | Simone Velasco    | Astana      | a 54"    |
| 9    | Filippo Fiorelli  | VF Group    | s.t.     |
| 10   | Diego Ulissi      | UAE         | s.t.     |